# كريس ديت
كريستوفر دَيِت أو كريس دَيِت (بالإنجليزية: Chris Date)‏، هو مؤلف مستقل، ومحاضر وباحث ومستشار، متخصص في قواعد البيانات المترابطة.

## سيرة ذاتية
في عام 1958 حصل كريس ديت على شهادة الثانوية العامة من مدرسة رويال جرامر في بلدة هاي وايكومب في إنكلترا. في عام 1962 نال شهادة البكالوريوس في الرياضيات من جامعة كامبريدج. دخل في مجال الكمبيوتر كمبرمج رياضي في «شركة ليو للحواسيب المحدودة». في عام 1966 حصل على شهادة الماجستير من نفس الجامعة. وفي عام 1967 تعاقد كريس ديت مع شركة آي بي إم ليعمل محاضراً في البرمجة، وفي عام 1969 أصبح كريس المحاضر الرئيس في برنامج التعليم الأوربي التابع لشركة آي بي إم حتى عام 1974.

أثناء عمله في شركة آي بي إم شارك كريس ديت في تخطيط وتصميم العديد من منتجات شركة آي بي إم منها "SQL/DS" و "DB2". وشارك أيضاً مع إدجار كود في تطوير نموذجه الترابطي لإدارة قواعد البيانات. غادر كريس شركة أي بي إم عام 1983، لإجراء أبحاثه وتأليف كتاب موسع عن النموذج الترابطي بالتعاون مع هيو داروين.

كتابه مقدمة في نظم قواعد البيانات "An Introduction to Database Systems"، حالياً في طبعته الثامنة، بيعت منه أكثر من 700,000 نسخة، ويستخدم من قبل المئات من الكليات والجامعات في جميع أنحاء العالم.

## مؤلفات
قام كريس ديت بتأليف العديد من الكتب هي:
- - مقدمة عن نظم قواعد البيانات، "ISBN 0-321-19784-4. "An Introduction to Database Systems.
  - دليل لمعيار إس كيو إل، الطبعة الرابعة. أديسون ويسلي، الولايات المتحدة 1997، "ISBN 978-0-201-96426-4. "A Guide to the SQL standard.
  - البيان الثالث مع هيو داروين، "ISBN 0-321-39942-0. "The Third Manifesto.
  - البيانات المؤقتة والنموذج الترابطي، "ISBN 1-55860-855-9. "Temporal Data & the Relational Model.
  - قاعدة البيانات في العمق: النظرية المترابطة للممارسين، "ISBN 0-596-10012-4. "Database in Depth: Relational Theory for Practitioners.
  - عدة مجلدات من كتابات قاعدة البيانات المترابطة، "ISBN 0-201-39814-1, ISBN 0-201-82459-0, ISBN 0-201-54303-6, ISBN 0-201-50881-8. "Relational Database Writings.
  - ما ليس كيف: منهجية قواعد العمل لتطوير التطبيقات، "ISBN 0-201-70850-7 ."What Not How: The Business Rules Approach to Application Development.
  - نموذج قاعدة البيانات المترابطة: مراجعة وتحليل بأثر رجعي، "ISBN 0-201-61294-1. "The Database Relational Model: A Retrospective Review and Analysis.
  - إس كيو إل والنظرية المترابطة، الطبعة الثانية: كيف كتابة كود «إس كيو إل» دقيق، "ISBN 1-4493-1640-9 ."SQL and Relational Theory, 2nd Edition: How to Write Accurate SQL Code.